# 走马岭街道
走马岭街道，是中华人民共和国湖北省武汉市东西湖区下辖的一个乡镇级行政单位。

## 行政区划
走马岭街道下辖以下地区：
集镇社区、新华集社区、苗湖社区、打靶堤大队村、新建大队村（走）、金松大队村、林果大队村、水产大队村、良湖垸大队村、新华大队村、东方红大队村、六合大队村、青锋大队村、新建大队村、杨柳青大队村和孙家湾大队村。